# Utvandrarserien
Utvandrarserien är en romansvit i fyra delar, en tetralogi (ursprungligen tänkt som en trilogi), av den svenske författaren Vilhelm Moberg. Böckerna har översatts till många språk.
I TV-programmet Babel utnämndes sviten i april 2013 som ett av fem verk, som borde ingå i en svensk litterär kanon.[källa behövs]

## Delar
- Utvandrarna (1949)
- Invandrarna (1952)
- Nybyggarna (1956)
- Sista brevet till Sverige (1959)

- Därtill finns Din stund på jorden (1963), som är ett slags uppföljare till utvandrarserien.

## Handling
Böckerna skildrar en grupp emigranter från Ljuders socken i Småland som utflyttar till trakten av Ki-Chi-Saga i Minnesota år 1850. I sällskapet återfinns Karl Oskar och Kristina som utvandrar för att undfly fattigdom och svält, men också Kristinas morbror Danjel som utflyttar för att undgå religionsförföljelse. Danjel har tagit sig an Ulrika i Västergöhl, före detta "horan i socknen", som en av sina lärjungar. Bokserien skildrar alltså upptakten till den stora emigrationen från Sverige till Nordamerika från 1850-talet och framåt.

## Tillkomst
Moberg har berättat, att tanken att skriva om svenska utvandrare till USA fanns hos honom redan i början av 1930-talet. Flera av källorna till bokserien är hämtade ur den svenska kvinnan Mina Anderssons liv, som emigrerade till USA år 1890. Om sitt liv skrev hon en självbiografi, vid namn Livets skola. Denna biografi skickade hon till författaren Vilhelm Moberg, som använde den som källa i sin romansvit.
Vid ett möte i Svenska PEN-klubben 1933 eller 1934 hade författaren Sigfrid Siwertz tyckt, att någon borde skriva om emigrationen. Mobergs förläggare Tor Bonnier uppmanade honom på våren 1939, att ta sig an denna uppgift. Sedan kom andra världskriget emellan, vilket försvårade för Moberg, att studera emigrationen på plats i USA.
Vilhelm Moberg gjorde under 1947 de första utkasten till romanen. För tidskriften All världens berättare skrev han berättelsen Torr sommar om bonden Karl Oskar och hans hustru Anna och den torra sommaren 1868. Delar av denna berättelse inarbetades senare i romanen Utvandrarna. Där kom den kvinnliga huvudpersonen att heta Kristina, ett namn som han lånade från Varbergsfödda Kristina Odelberg (1917–2005), med vilken han hade en mångårig relation. Moberg bedrev en omfattande källforskning. Han studerade bland annat gamla brev och även folkbokföringen från Ljuders socken. Genom korrespondens med Olof Traung, dåvarande chef för Göteborgs sjöfartsmuseum, fick han veta detaljer om hur emigranterna reste över Atlanten.
I juni 1948 reste Moberg med hustru och barn till USA. I Mellanvästern och Kalifornien träffade han svenskamerikaner, läste dagböcker och gamla tidningar, besökte museer och bibliotek. I Saint Paul, Minnesota hittade han den tidiga svenska emigranten Andrew Petersons dagböcker och detta var det källmaterial han behövde. Det första halvåret 1949 var Moberg bosatt i Carmel-by-the-Sea där han skrev klart den första delen, som var klar i juli 1949. Han besökte Chisago County där Karl Oskar och Kristina från Utvandrarna bosatte sig vid sjön Ki-Chi-Saga.
I Carmel-by-the-Sea träffade Vilhelm Moberg svensk-amerikanen Gustaf Lannestock som åtog sig att översätta Utvandrarna till engelska. Lannestock såg också till att bokförlaget Simon & Schuster åtog sig att publicera den.
I november 1949 återvände Moberg till Sverige och satte igång med Invandrarna, som är nästa del i serien. I augusti 1950 återvände Moberg till USA för fortsatta forskningsresor i svenskbygderna, särskilt Minnesota. Julen 1950 publicerades ett utdrag ur den andra delen i tidskriften All världens berättare, när svenskarna reser med tåg för första gången.
I december 1950 återvände Moberg till Sverige där han engagerade sig i Kejneaffären, vilket innebar att det fortsatta arbetet med Invandrarna fick vila i ett halvår. Under hösten 1951 hade Moberg möjlighet att fortsätta skrivandet, men vintern 1951–våren 1952 ägnade Moberg mycket av sin tid åt Haijbyaffären. I maj 1952 åkte Moberg än en gång till USA för att färdigställa romansviten och i slutet av september skickades den sista delen in till förlaget.
Om tiden i Kalifornien har Moberg sagt, att det var den mest produktiva i hans liv. Under vintern och våren 1953 skrev han den satiriska romanen Det gamla riket och började arbetet med den tredje delen av romanserien, Nybyggarna. Vid hemkomsten till Sverige i april 1953 berättade Moberg, att det till och med kunde bli en fjärde del. Under sommaren och hösten ägnade sig Moberg åt rättsskandaler och skrev klart Det gamla riket. Men i decembernumret av All världens berättare publicerades ett avsnitt ur den kommande romanen där Robert och Arvid genomkorsar öknen på väg mot guldfälten i Kalifornien.
I augusti 1954 återvände Moberg till Kalifornien och bosatte sig i Laguna Beach. I mars 1955 återvände han till Sverige och skrev pamfletten Därför är jag republikan. Det stod snart klart för honom, att den tredje delen skulle bli lika stor som de två första delarna och i april 1956 beslutade han att det måste bli fyra delar. Moberg tillbringade några månader i Italien och Frankrike för att skriva. I september 1957 var Nybyggarna färdigskriven.
Arbetet med den fjärde delen ägde rum i flera länder och Moberg strök, lade till och disponerade om texten. Han var också engagerad i de så kallade rättsaffärerna och skrev teaterartiklar, boken Komplotterna och pjäsen Domaren. Under 1958 återupptog han arbetet med den sista delen och i juli 1959 var Sista brevet till Sverige klar.

## Kritiskt mottagande
I slutet av 1950 tog "Riksaktionen mot smutslitteraturen och mot svärjandet" upp en kampanj mot tidens svenska litteratur, särskilt då Mobergs Utvandrarna. Kampanjen startades av författaren och pingstvännen Ebbe Reuterdahl. De kritiserade Moberg för att han använde oanständiga ord i romanerna, att hans skildring av de svenska emigranterna drog deras minne i smutsen och att han infogade skabrösa berättelser i romanerna för att dessa skulle sälja bättre. Mobergs advokat tvingade Reuterdahl att ta tillbaka många av sina påståenden.
Även romanfigurernas användning av svensk-amerikanska kritiserades hårt av professor Einar Haugen, som menade, att Mobergs svengelska var ett "sammelsurium av orimligheter".

## Bearbetningar
Böckerna bearbetades till radioteater 1962 i regi av Bengt Ekerot och med Vilhelm Moberg själv som berättare. I rollerna: Jan-Erik Lindqvist - Karl Oskar, Gunnel Broström - Kristina, Björn Gustafson - Robert, Gunnar Olsson - Danjel, Håkan Serner - Arvid, Märta Dorff - Ulrika i Västergöl, Hilding Gavle - Jonas Petter, Petter Falck och Tomas Bolme - sonen Johan.
Böckerna har även filmatiserats i regi av Jan Troell som Utvandrarna (1971) och Nybyggarna (1972) samt satts upp som musikalen Kristina från Duvemåla. En ny filmatisering av Utvandrarna i filmen Utvandrarna från 2021.
2022 kom poddserien 'Ekot av Utvandrarna' där journalisten Amanda Heijbel möter Utvandrarnas budbärare och utforskar vilket avtryck Utvandrarsviten gjort i kulturen. 
Adressändring.se släppte 1997 en reklamfilm, i vilken Karl Oskar och Kristina figurerar.